# Ahaste
Ahaste (německy Ahhast) je vesnice v estonském kraji Pärnumaa, samosprávně patřící do statutárního města Pärnu (pod které patří řada vesnic v okolí samotného města).